# 诺沃塞利察 (乌日霍罗德区)
48°47′34″N 22°25′1″E / 48.79278°N 22.41694°E

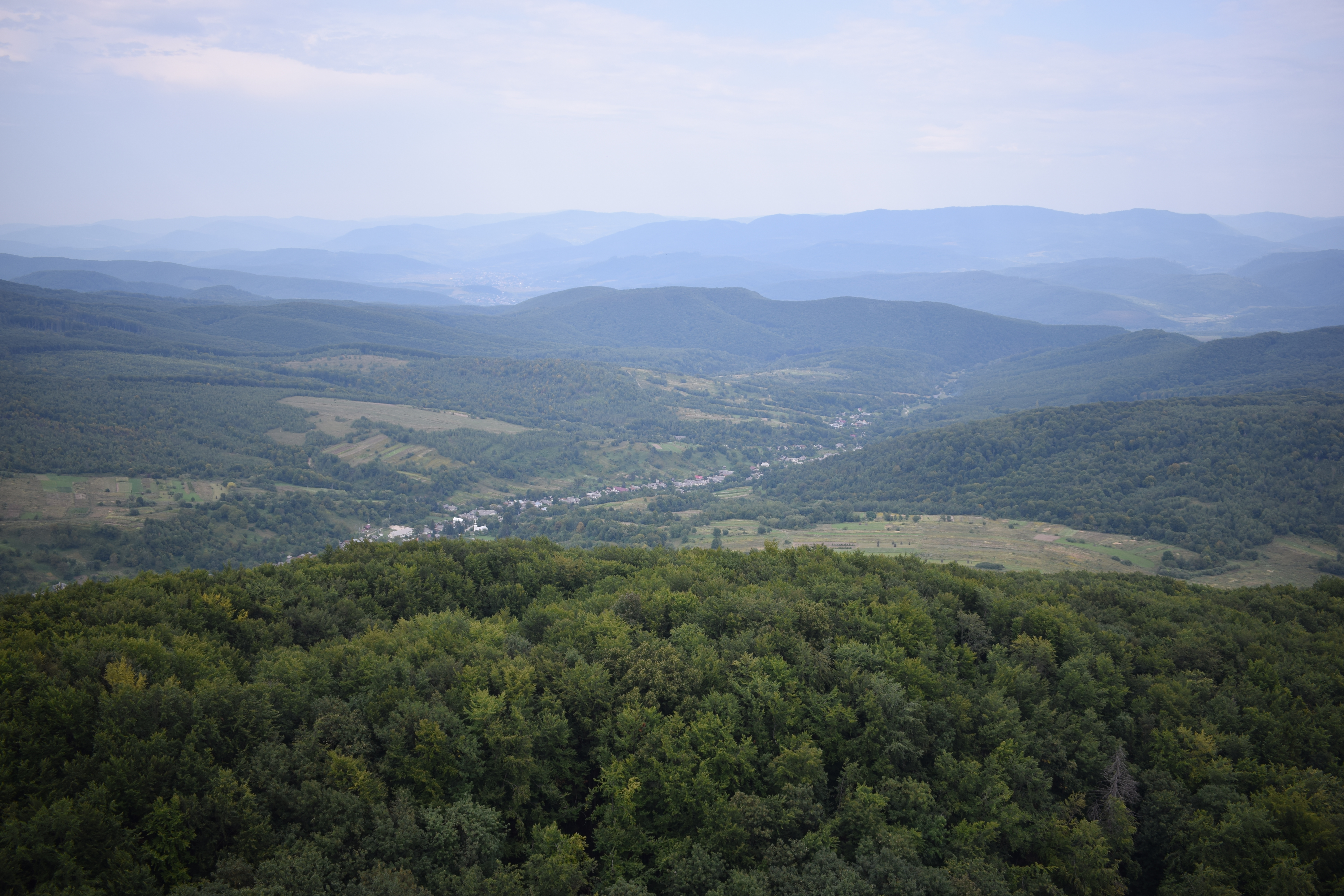
远眺

诺沃塞利察（烏克蘭語：Новоселиця）是烏克蘭西部外喀爾巴阡州烏日霍羅德區杜布里尼齐-小贝雷兹内市镇的村莊，處於卡姆亞尼察河畔，面積22.63平方公里，2001年人口492。